# تلمبة علامير (كوه بنج)
تلمبة علامير (بالإنجليزية: Tolombeh-ye Alamir)‏ هي مستوطنة تقع في إيران في كرمان.